# جيسي ك. دوبويس
جيسي ك. دوبويس (بالإنجليزية: Jesse K. Dubois)‏ هو سياسي أمريكي، ولد في 14 يناير 1811 في مقاطعة لورينس في الولايات المتحدة، وتوفي في 22 نوفمبر 1876 في مقاطعة سانغامون في الولايات المتحدة. حزبياً، نشط في حزب اليمين والحزب الجمهوري. وقد انتخب عضو مجلس نواب إلينوي.